# منطقة كالكوتا
كالكوتا رمزها «KO» (بالإنجليزية: Kolkata)‏ ، هو تقسيم إداري لدولة الهند تتبع ولاية البنغال الغربية (بالإنجليزية: West  Bengal)‏ ، مركزها هو مدينة كالكوتا (بالإنجليزية: Kolkata)‏ عدد سكانها حسب تعداد سنة 2001 هو 4,580,544 ، مساحتها 185 كم² وكثافة السكان 24,760 لكل كم² .